# Feihyla palpebralis
Espèce
Synonymes
- Philautus palpebralis Smith, 1924
- Chirixalus palpebralis (Smith, 1924)

Statut de conservation UICN

 NT  : Quasi menacé
Feihyla palpebralis est une espèce d'amphibiens de la famille des Rhacophoridae.

## Répartition
Cette espèce se rencontre entre 700 et 2 000 m d'altitude :
- au Viêt Nam dans la province de Vĩnh Phúc ;
- en Chine dans la province du Yunnan, dans les xians autonomes de Hekou et de Pingbian.

## Publication originale
- Smith, 1924 : New tree-frogs from Indochina and the Malay Peninsula. Proceedings of the Zoological Society of London, vol. 1924, p. 225-234.